# Disparoneura
Disparoneura là một chi chuồn chuồn ngô thuộc họ Protoneuridae. Nó gồm các loài:
- Disparoneura ramajana